# FK Sijena
FK Sijena (ital. A.C. Siena) je fudbalski klub iz Sijene, Italija. Klub je osnovan 1904. godine i trenutno se takmiči u Lega Pro Group B. Sijena svoje mečeve igra na stadionu Artemio Franki Montepaski Arena, sagrađen 1923. godine koji ima kapacitet 15.373 mesta.

## Istorija

### Predratni period
FK Sijena (итал. Società Studio e Divertimento) je nastao 1904. godine uz pretpoznatljive crno-bele boje koje su preuzete sa grba grada. 1908. izdvaja se fudbalski kolektiv Robur Sijena (итал. Società Sportiva Robur), koji menja ime u AC Sijena (итал. Associazione Calcio Siena) i to ime nosi od sezone 1933/34. kada po prvi put učestvuju u Seriji B.

### Posleratni period
U posleratnom dobu u sezoni 1945/46. Sijena je po prvi put zaigrala u najboljoj diviziji Italijanskog fudbala. U toku te sezone liga se sastojala od timova Serije A i Serije B. Iako su igrali u najjačoj diviziji, zvanični podatak je da nisu igrali nikad u Seriji A.

### 2000-te godine
Nakon 55. godina provedenih po nižim ligama, Sijena je vrača u Seriju B u sezoni 2000/01, u toj sezoni sa dosta trzavica, usledio je otkaz tadašnjem treneru, koji je uprava povukla nazad i Sijena je nekako u poslednjem kolu sačuvala status u Seriji B.
Sledeće godine isto pod lupom trenera Đuzepe Papadopula (2001–2004) Sijena je ušla po prvi put zvanično u Seriju A, predvođena igračima kao što su Rodrigo Tadei i Pinga.
U sezoni 2003-04 koja se vodi kao prva u Seriji A završili su takmičenje kao 13ti.
Sezona 2004–05 je donela novog trenera Luiđi Di Kanio, ali i dosta muka. Iako su svi već otpisali Sijenu oni su u poslednjem kolu uspeli da pobede ФК Аталанта rezultatom 2:1, i tako obezbede 14. mesto i opstanak u ligi.
Sezona 2005–06 nije donela neke promene, pa se tako FK Sijena opet grčevito borio za opstanak u ligi, da bi na kraju završili 17. mestu na tabeli.
Tokom sezone 2006-07 tadašnji vlasnik kluba Paolo De Luca,koji je klub preuzeo 2001. godine i tako pomogao klubu u njegovoj istorijskoj sezoni u najjačem rangu takmičenja je vodio pregovore oko prodaje AC Sijene toskanskom biznismenu Đovani Lombardiju, predsedniku A.S. Valle del Giovenco. Dogovor je postignut 30. marta 2007. samo jedan dan nakon smrti De Luke usled teške bolesti.
Klub je nakon toga istraživao mogučnost menjanja imena koje bi sadržalo ime njihovog glavnog sponzora итал. Banca Monte dei Paschi di Siena. Jula 2007.godine klub najavljuje promenu imena u AC Sijena Montepaski итал. A.C. Siena Montepaschi, međutim trebala im je dozvola fudbalskog saveza Italije , ali kako savez nije odobrio promenu imena, tako je ideja propala.
Klub je tada kupio Masimo Mecaroma, sa Valentinom Mecaromom kao potpredcednicom. U maju 2007. Sijena je ponovo uspela da se vrati u Seriju A nakon završetka na drugom mestu u sezoni Serija B 2010/11.
Klub je u gornjem domu uživao dve sezone nakon što su u sezoni Seria A 2012/13 završili kao 19ti.
Sijena nije uspela da se registruje za 2014-15 Seriju B dana 15. jula 2014, nakon čega su proglasili bankrot.
U leto 2014. klub je reosnovan kao Robur Siena итал. Società Sportiva Dilettantistica Robur Siena, i krenuo je iz Serije D. Sledeče godine je promovisan u Liga C kao šampion grupe E (timovi regija Lazio, Тоскана i Умбрија).
U sezoni 2015/16 Robur je pobedio u derbiju AC Pisa na Garibaldi Arena i tako nakon 57 godina kvalifikovao se za polufinale Kup Italije Lige Pro protiv FK Fođa, pobedom u prvom susretu od 5-2 kod kuće došli u lepu poziciju za ulazak u finale. U drugom susretu ekipa Sijene je poražena rezultatom 6-1 i time je ispala iz daljeg takmičenja.
Današnje ime Robur Siena je rasprostranjen među lokalnim simpatizerima kluba kako bi se razlikovali od druga dva sportska kolektiva "Mens Sana" i "Virtus Siena".

## Stadion
FK Sijena svoje mečeve kao domaćin igra na stadionu Artemio Franki Montepaski Arena koji nosi ime po čuvenom Artemiju Frankiju, bivšem predsedniku fudbalske federacije Italije (1967-1976, 1978-1980), trećem predsedniku UEFA-e(1973-1983) i članu Fifa komiteta (1974-1983). Artemio Franki je poginuo u saobraćajnoj nesreći u blizini Sijene 12. Avgusta 1983.

### Galerija slika stadiona Artemio Franki
- Tribina za gostujuće navijače
- Stadion i Katedrala u pozadini
- Pogled na jednu od tribina stadiona
- Italija vs Južna Afrika,prijateljski meč

## Sastav tima za sezonu 2015/16
| Бр. |         | Позиција | Играч                                         |
| --- | ------- | -------- | --------------------------------------------- |
| 1   | Италија | Г        | Lorenzo Montipo (na pozajmici iz Novare)      |
| 25  | Италија | Г        | Tommaso Biagiotti                             |
| 12  | Италија | Г        | Alessandro Bacci (na pozajmici iz Fiorentine) |
| 3   | Сенегал | О        | Moustapha Beye (na pozajmici iz Novare)       |
| 11  | Италија | О        | Andrea Boron (na pozajmici iz Carpija)        |
| 4   | Италија | О        | Daniele Celiento (na pozajmici iz Napolija)   |
| 20  | Италија | О        | Daniele Ficagna                               |
| 2   | Италија | О        | Lorenzo Paramatti (na pozajmici iz Bolonje)   |
| 6   | Италија | О        | Daniele Portanova (kapiten)                   |
| 24  | Италија | С        | Simeone Bastoni (na pozajmici iz Specija)     |
| 5   | Италија | С        | Salvatore Burrai                              |
| 26  | Италија | С        | Giuseppe Fella                                |
| 14  | Италија | С        | Giorgio La Vista                              |

| Бр. |           | Позиција | Играч                                      |
| --- | --------- | -------- | ------------------------------------------ |
| 17  | Италија   | С        | Roberto Masullo                            |
| 10  | Италија   | С        | Nadir Minotti (na pozajmici iz Atalante)   |
| 21  | Словачка  | С        | Lukas Opiela                               |
| 23  | Италија   | С        | Eros Pellegrini                            |
| 22  | Бразил    | С        | Vitor Saba Rodriges                        |
| 8   | Италија   | С        | Alberto Torelli (na pozajmici iz Carpija)  |
| 16  | Камерун   | Н        | Cedric Tchoutou (na pozajmici iz Rome)     |
| 9   | Италија   | Н        | Sacha Cori                                 |
| 19  | Италија   | Н        | Gianmarco De Feo (na pozajmici iz Lančana) |
| 15  | Италија   | Н        | Salvatore Mastronunzio                     |
| 13  | Италија   | Н        | Antonio Rozzi (na pozajmici iz Lacija)     |
| 7   | Француска | Н        | Arthur Kevin Yamga (na pozajmici iz Kjeva) |
| 18  | Италија   | Н        | Eugenio Dinelli                            |

### Na pozajmici
| Бр. |         | Позиција | Играч                                          |
| --- | ------- | -------- | ---------------------------------------------- |
| 27  | Италија | Н        | Francesco Venuto (u A.S.D. Olimpia Colligiana) |
| 28  | Италија | Н        | Ettore Mendicino (u U.S. Arezzo)               |

### Menadzment i osoblje
| Pozicija          | Ime i prezime       | Nacionalnost |
| ----------------- | ------------------- | ------------ |
| Glavni trener     | Guido Carboni       | Italian      |
| Asistent          | Emiliano Biliotti   | Italian      |
| Fitnes trener     | Leonardo Ceccherini | Italian      |
| Trener golmana    | Giovanni Vecchini   | Italian      |
| Tehnički asistent | Carlo Simionato     | Italian      |
| Fizioterapeut     | Michele Bisogni     | Italian      |
| Fizioterapeut     | Leonardo Cavaliere  | Italian      |

## Bivši menadzeri
- Vittorio Faroppa – 1936–39
- Oronzo Pugliese – 1959–61
- Lauro Toneatto – 1964–66
- Ettore Mannucci – 1977–78
- Ottavio Bianchi – 1978–79
- Ferruccio Mazzola – 1983–86
- Marcello Lippi – 1986–87
- Adriano Lombardi – 1987–88
- Ferruccio Mazzola – 1988–89
- Vincenzo Guerini – Nov 2001 – Feb 2002
- Giuseppe Papadopulo – 2001 – Dec 2004
- Luigi Simoni – Jun 2004 – Jan 2004
- Luigi De Canio– Nov 2004 – Jun 2006
- Mario Beretta– Jul 2006 – Jun 2007
- Andrea Mandorlini – Jul 2007 – Nov 2007
- Mario Beretta – Nov 2007 – Jun 2008
- Marco Giampaolo – Jul 2008 – Oct 2009
- Marco Baroni – Oct 2009 – Nov 2009
- Alberto Malesani – Nov 2009 – May 2010
- Antonio Conte – May 2010 – May 2011
- Giuseppe Sannino – Jun 2011 – Jun 2012
- Serse Cosmi – Jun 2012 – Dec 2012
- Giuseppe Iachini – Dec 2012–13
- Mario Beretta – 2013– Jun 2014
- Massimo Morgia – Jul 2014 - Jul 2015
- Gianluca Atzori – Jul 2015 - Dec 2015
- Guido Carboni – Dec 2015-

## Uspesi
- Serija B :
  - Prvak (1) : 2002/03.

## Spoljašnje veze
- Zvanična stranica kluba
- Stara zvanična stranica kluba
- Časopis Fifa The Weekly Архивирано на веб-сајту  (14. мај 2016)
- Prethodni rezultati Robur Sijene u sezoni 2015/16 Архивирано на веб-сајту  (3. август 2016)
- Youtube kanal Robur Siena